# Tierra Firme Fútbol Club
El Tierra Firme Fútbol Club es una entidad deportiva representativa del distrito de San Miguelito, que juega en la Copa Rommel Fernández. Fundado en el año de 1985 bajo el nombre Paraíso Fútbol Club.
En el 2007 Paraíso ganó un lugar en la LNA después de ser coronado campeón de la edición del 2007 de la Copa Rommel Fernández.
A partir del Clausura 2011 el club cambia de nombre a Tierra Firme F.C.

## Palmarés

### Torneos nacionales
- Copa Rommel Fernández (1): 2007.